# Presse-flan
 (septembre 2013).
Un presse-flan est, en mécanique, un dispositif permettant de presser/plaquer une pièce plate dans son épaisseur, avant le début d'une opération d'usinage (emboutissage, découpage, fraisage, etc.), afin de maintenir les bords/les flanc en position pendant toute la durée de l'opération, et d'éviter ainsi que ceux-ci ne la perturbent en se déformant et en venant occuper la zone à travailler.  

## Utilisation
- Frappe de monnaie
- Tôlerie
- Serrurerie